# Référendums de 2020 au Montana
Cinq référendums ont lieu le 3 novembre 2020 au Montana. La population est notamment amenée à se prononcer sur les sujets suivant :
- Sur la légalisation du cannabis ;
- Sur la détermination de l'age légal d'utilisation du cannabis.